# American staffordshire terrier
American Staffordshire Terrier (AST), também conhecido como AmStaff, é uma raça de cães oriunda dos Estados Unidos. Relativamente recente, a raça é vista como uma remodelagem do Pit Bull. Por consequência o amstaff também é parente de uma outra raça, de origem inglesa e remota, a staffordshire bull terrier.

## Características

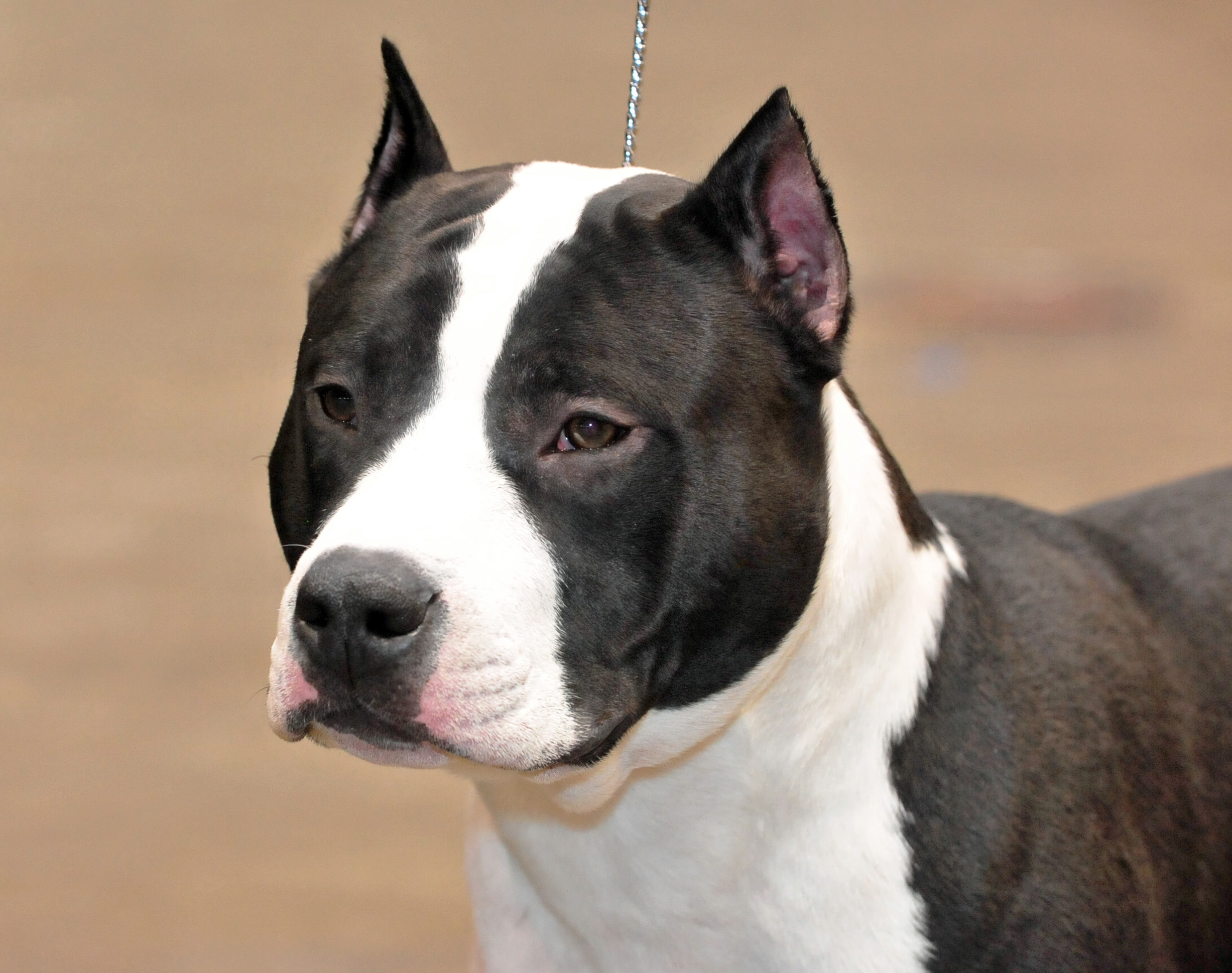
Detalhe cabeça de um cão da raça American staffordshire terrier

É um cão de porte médio, do tipo terrier, forte, robusto e compacto. Um amstaff macho adulto pesa por volta de 30 Kg e mede, de acordo com o padrão da raça, exatamente entre 46 e 48 cm de altura na cernelha. Com relação a cores o padrão relata: 

 CORES: Qualquer cor, sólido, particolor ou com manchas são permitidos; contudo, mais de 80% branco, preto-e-castanho, e fígado [chocolate] não devem ser encorajados.— Padrão oficial CBKC/FCI
Seus exemplares possuem narinas sempre pretas (black nose), nunca vermelhas (red nose), nem despigmentadas, o que os diferencia do Pit Bull que pode ter tanto as narinas pretas quanto vermelhas.
A conchectomia (corte de orelhas), está referido no padrão da raça como preferível quando as orelhas não se postarem em rosa (dobradas simetricamente e com a base cartilaginosa dura sustentando as mesmas). No entanto esse procedimento tem sido proibido pelos conselhos veterinários de certos países, à exemplo do Brasil. A decisão ainda gera polêmicas pois o padrão da raça não mudou e ainda estimula que se realize o corte nessas situações.  
Cães desta raça costumam conviver bem com outros cães, desde que socializados desde filhote. São dóceis, leais e protetores com a família. São considerados bons cães de guarda e de companhia.

## História

### Antepassados
Seus antepassados, que eram cães de briga, chegaram aos Estados Unidos através de imigrantes das Ilhas britânicas aproximadamente a partir de 1845, ainda na forma de Bull-and-terrier um tipo de cão, hoje extinto, derivado da mescla entre o extinto buldogue antigo e terriers. 
O Bull-and-terrier logo se tornou popular nos EUA e foi melhor desenvolvido para combates entre cães através união de suas variedades inglesas, irlandesas e escocesas. Esta nova raça desenvolvida em solo americano passou a ser chamada de pit bull terrier, por lutarem dentro de pits, e mais tarde foram chamados de American Pit Bull Terrier, recebendo reconhecimento oficial em 1898 pelo United Kennel Club (UKC) fundado no mesmo ano como um clube alternativo ao American Kennel Club (AKC) para cães de trabalho.

### Reconhecimento e nome

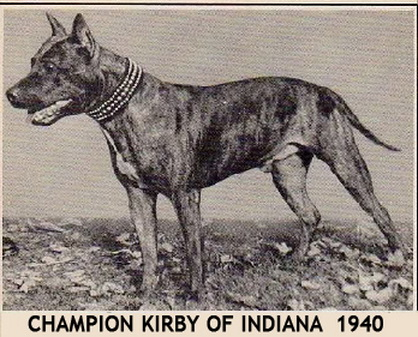
Kirby of Indiana, um dos primeiros AmStaffs campeões da AKC, 1940.

Em 1936 o AKC (o maior e mais antigo kennel clube dos EUA), diante da crescente popularidade da raça, em parte impulsionada pelo seriado The Little Rascals ("Os batutinhas") da década de 1920 e 1930, decidiu aceitar a raça e registrar alguns exemplares de pit bull. Porém resolveu registrar estes poucos cães (cerca de 50 cães) com um nome diferente, além de impor algumas restrições, à exemplo do uso destes cães. De início tentaram registrar com o nome "american bull terrier", retirando a palavra "pit" que fazia referência às rinhas. Contudo, um numeroso grupo de criadores de Bull terrier inglês não permitiu a adesão de um nome tão semelhante, temendo a associação de seus cães à marginalizados animais de briga. Após alguma discussão, para evitar conflitos o AKC resolveu adotar o nome Staffordshire terrier, justificando a escolha com a alegação de que a raça teria surgido originalmente no condado de Staffordshire, na Inglaterra, e portanto seria parente do staffordshire bull terrier (Staffbull) britânico. Para o padrão da raça a comissão da AKC liderada por Wilfred T Brandon, utilizou como indivíduos-modelo majoritariamente cães da famosa linhagem Colby. Os primeiros exemplares registrados no AKC como staffordshire terriers foram a cadela Wheeler's Black Dinah e o cão Lucenay's Pete, famoso por participar do seriado The Little Rascals na década de 1930.

### Pit Bull e AmStaff
Mesmo com esse reconhecimento pelo respeitado clube AKC, poucos criadores de pit bull submeteram-se a aderir o movimento e registrar seus cães na entidade, já que a grande maioria na época era adepta dos combates, e portanto preferiram continuar registrando seus cães sob o nome original (American Pit Bull Terrier) em entidades pioneiras na raça (ADBA e United Kennel Club) que na época ainda acolhiam criadores de cães de combate. O pit bull permaneceu tecnicamente como uma raça à parte, pois em relação ao AmStaff os criadores tinham objetivos diferentes com relação a criação, no caso do pit bull tentando mantê-los com o temperamento original e selecionando-os nos combates. A partir daí, o que era apenas uma raça com nomes diferentes, começou a dividir-se em duas, tendo objetivos de criação diferentes e se distanciando com a diminuição de intercruzamentos entre as duas vertentes.   
Considera-se que o Amstaff é uma raça derivada do Pit Bull, e que seguiu um caminho diferente visando homogeneidade física, beleza, atenuação de temperamento, e distanciamento do pit bull para alcançar uma melhor reputação pública. E, por consequência da seleção desenvolveu traços próprios bem característicos, ainda que compartilhem algumas semelhanças físicas com seu antecessor.  
Diferentemente do Pit bull, o Amstaff não foi selecionado com foco nos combates ou caça, mas com foco especial em provas de conformação do American Kennel Club, tendo como consequência adquirido, além das diferenças comportamentais, também as diferenças físicas, que incluem restrição de cores, estrutura retangular e mais robusta com ossos mais pesados, focinho quadrado, altura máxima pré-determinada, etc. 

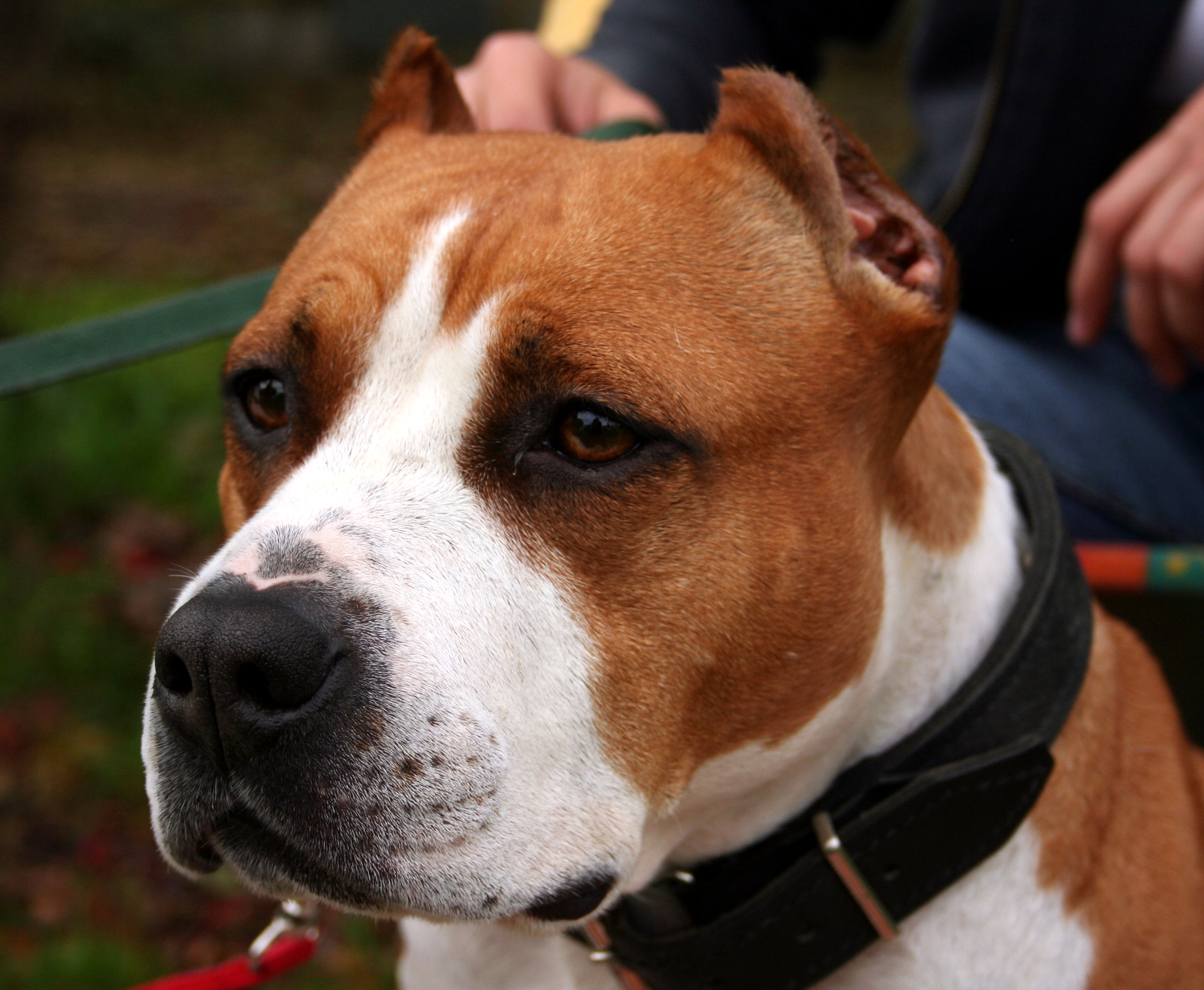
Detalhe cabeça de um cão da raça AmStaff com padrão de cores característico e mais comum.

Conclui-se então que o Amstaff desenvolveu-se a partir de uma população menor separada da raça American Pit Bull Terrier. Atualmente estas são consideradas na maioria das entidades cinófilas mundiais como raças completamente diferentes e separadas.
Mais de oitenta anos de seleção própria transformara o Amstaff em uma raça distinta e separada do seu antecessor, o Pit bull.
Os Amstaffs são classificados como geralmente mais pacíficos e adaptáveis ao convívio com outros animais, desde que socializados, e fisicamente são mais robustos e compactos.

### Nome atual
Em janeiro de 1972, o nome da raça foi alterado permanentemente para American Staffordshire Terrier, já que o AKC estava se preparando para reconhecer o Staffbull britânico, o que se concretizou em 1975. Algum tempo depois, a raça entrou em processo de reconhecimento pela FCI.